# سیارک ۲۲۸۴۲
سیارک ۲۲۸۴۲ (به انگلیسی: 22842 Alenashort، نامگذاری:1999RC107) بیست و دو هزار و هشتصد و چهل و دومین سیارک کشف شده‌است که در ۸ سپتامبر ۱۹۹۹ کشف شد.
قدر مطلق سیارک برابر ۱۰.۷ است.